# جيمس مور (دراج)
جيمس مور (بالإنجليزية: James Moore)‏ (و. 1849 – 1935 م) هو راكب دراجة هوائية من المملكة المتحدة، والمملكة المتحدة لبريطانيا العظمى وأيرلندا، ولد في باري سانت أدموندز، توفي في هامبستاد (لندن)، عن عمر يناهز 86 عاماً.

## روابط خارجية
- جيمس مور على موقع أرشيف الدراجات (الإنجليزية)